# Flachmoore von nationaler Bedeutung im Kanton Luzern
Hier sind die Flachmoore von nationaler Bedeutung im Kanton Luzern aufgelistet. Diese Luzerner Flachmoore von nationaler Bedeutung sind in der Schweiz durch die Flachmoorverordnung des Bundes geschützt (französisch Ordonnance sur la protection des bas-marais d’importance nationale, italienisch Ordinanza sulla protezione delle paludi d’importanza nazionale). Die Verordnung stützt sich auf das Bundesgesetz vom 1. Juli 1966 über den Natur- und Heimatschutz.
Die aufgelisteten Flachmoore sind Teil des Bundesinventars der Flachmoore von nationaler Bedeutung. Die Europäische Umweltagentur (European Environment Agency) koordiniert die Daten der europäischen Mitglieder. Die inventarisierten Flachmoore von nationaler Bedeutung der Schweiz führen in der internationalen Datenbank den Code «CH04».

## Ziel
Ziel der Flachmoorverordnung sind der Schutz dieser Flachmoore, die Erhaltung und Förderung der standortheimischen Pflanzen- und Tierwelt und ihrer ökologischen Grundlagen sowie die Erhaltung der geomorphologischen Eigenart. Die Gebiete sind offiziell ausgewiesene Schutzgebiete in Natur- und Landschaftsschutz.

## IUCN-Kategorie
Die Flachmoore von nationaler Bedeutung in der Schweiz sind in der IUCN-Kategorie IV registriert. Diese umfasst Biotop- und Artenschutzgebiete mit einem Management, das ein gezieltes Monitoring und regelmässige Eingriffe zur Erhaltung des Schutzgebietes vorsieht, wie beispielsweise zur Verhinderung der Verbuschung und Verwaldung.

## Herkunft der Daten
Die Aufstellung entspricht der Liste im Anhang 1 zur Flachmoorverordnung des Bundes vom 7. September 1994, die am 1. Oktober 1994 in Kraft trat und zuletzt am 12. Mai 2021 aktualisiert wurde. Von dort stammen die Nummer des Objekts, die Angabe zur Fläche inklusive umliegender Pufferzonen, die Angabe zur Standortgemeinde und zum Jahr der Ausweisung sowie der Link zur Lokalisierung des Objekts auf der dynamischen Karte von Swisstopo und die Geokoordinaten, die auf der Basis der Schweizer Landeskoordinaten in einen internationalen Standard transformiert wurden. Von der Common Database on Designated Areas der Europäischen Umweltagentur (IUCN) stammen die Angaben zur IUCN-Kategorie und der CDDA-Sitecode mit dem Link zu deren Karte.

## Liste der Flachmoore im Kanton Luzern
| Objekt (Swisstopo) | Gebietsname Lokalität               | Standort- gemeinde(n)                           | CDDA- Sitecode    | Fläche in ha                 | Koordinate            | Jahr der Ausweisung   | Bild | Q-ID Wikidata         |
| ------------------ | ----------------------------------- | ----------------------------------------------- | ----------------- | ---------------------------- | --------------------- | --------------------- | --- | --------------------- |
| 1238               | Forenmoos/Langenried                | Adligenswil, Meggen                             | 168447            | 5,80                         | ⊙                     | 1994                  | Bild gesucht Die Wikipedia wünscht sich an dieser Stelle ein Bild vom hier behandelten Ort. Falls du dabei helfen möchtest, erklärt die Anleitung , wie das geht. BW | Q108204526            |
| 1240               | Moosweiher                          | Adligenswil, Udligenswil                        | 168429            | 7,23                         | ⊙                     | 1994, 1996            | Bild gesucht Die Wikipedia wünscht sich an dieser Stelle ein Bild vom hier behandelten Ort. Falls du dabei helfen möchtest, erklärt die Anleitung , wie das geht. BW | Q108087824            |
| 1241               | Rotseeried Abfluss                  | Ebikon                                          | 168430            | 3,74                         | ⊙                     | 1994                  | | Q108087825            |
| 1244               | Forrenmoos/Meienstossmoos           | Schwarzenberg                                   | 168507            | 18,51                        | ⊙                     | 1996                  | Bild gesucht Die Wikipedia wünscht sich an dieser Stelle ein Bild vom hier behandelten Ort. Falls du dabei helfen möchtest, erklärt die Anleitung , wie das geht. BW | Q108204595            |
| 1245               | Furenmoos/Dorschnei                 | Kriens                                          | 168501            | 35,34                        | ⊙                     | 1994                  | Bild gesucht Die Wikipedia wünscht sich an dieser Stelle ein Bild vom hier behandelten Ort. Falls du dabei helfen möchtest, erklärt die Anleitung , wie das geht. BW | Q108204589            |
| 1246               | Grüebli/Hintergrüebli               | Kriens                                          | 168499            | 5,64                         | ⊙                     | 1994                  | Bild gesucht Die Wikipedia wünscht sich an dieser Stelle ein Bild vom hier behandelten Ort. Falls du dabei helfen möchtest, erklärt die Anleitung , wie das geht. BW | Q108204587            |
| 1247               | Leitiboden                          | Kriens                                          | 168496            | 8,42                         | ⊙                     | 1994                  | Bild gesucht Die Wikipedia wünscht sich an dieser Stelle ein Bild vom hier behandelten Ort. Falls du dabei helfen möchtest, erklärt die Anleitung , wie das geht. BW | Q108204584            |
| 1251               | Steinibachried                      | Horw                                            | 168500            | 8,81                         | ⊙                     | 1994                  | Bild gesucht Die Wikipedia wünscht sich an dieser Stelle ein Bild vom hier behandelten Ort. Falls du dabei helfen möchtest, erklärt die Anleitung , wie das geht. BW | Q108204588            |
| 1254               | Röhrli                              | Kriens                                          | 168506            | 1,90                         | ⊙                     | 1994                  | Bild gesucht Die Wikipedia wünscht sich an dieser Stelle ein Bild vom hier behandelten Ort. Falls du dabei helfen möchtest, erklärt die Anleitung , wie das geht. BW | Q108204594            |
| 2387               | Seezopf/Seematt                     | Hitzkirch                                       | 166710            | 11,88                        | ⊙                     | 1994, 2017            | |                       |
| 2388               | Seemoos                             | Hitzkirch                                       | 555597094         | 2,37                         | ⊙                     | 2017                  | Bild gesucht Die Wikipedia wünscht sich an dieser Stelle ein Bild vom hier behandelten Ort. Falls du dabei helfen möchtest, erklärt die Anleitung , wie das geht. BW |                       |
| 2393               | Ronfeld                             | Hochdorf, Römerswil                             | 168317            | 6,93                         | ⊙                     | 1994, 1996, 2017      | Bild gesucht Die Wikipedia wünscht sich an dieser Stelle ein Bild vom hier behandelten Ort. Falls du dabei helfen möchtest, erklärt die Anleitung , wie das geht. BW |                       |
| 2395               | Mettlenmoos                         | Eschenbach                                      | 168381            | 3,39                         | ⊙                     | 1994                  | Bild gesucht Die Wikipedia wünscht sich an dieser Stelle ein Bild vom hier behandelten Ort. Falls du dabei helfen möchtest, erklärt die Anleitung , wie das geht. BW |                       |
| 2399               | Unterallmend Perlen                 | Root                                            | 168380            | 8,40                         | ⊙                     | 1996, 2017            | |                       |
| 2401               | Uffikoner Moos                      | Dagmersellen                                    | 168283            | 14,82                        | ⊙                     | 1994                  | Bild gesucht Die Wikipedia wünscht sich an dieser Stelle ein Bild vom hier behandelten Ort. Falls du dabei helfen möchtest, erklärt die Anleitung , wie das geht. BW |                       |
| 2402               | Wauwilermoos                        | Schötz                                          | 168321            | 12,81                        | ⊙                     | 1994                  | Bild gesucht Die Wikipedia wünscht sich an dieser Stelle ein Bild vom hier behandelten Ort. Falls du dabei helfen möchtest, erklärt die Anleitung , wie das geht. BW |                       |
| 2403               | Hagimoos                            | Ettiswil, Mauensee                              | 168323            | 7,32                         | ⊙                     | 1994                  | Bild gesucht Die Wikipedia wünscht sich an dieser Stelle ein Bild vom hier behandelten Ort. Falls du dabei helfen möchtest, erklärt die Anleitung , wie das geht. BW |                       |
| 2405               | Zällmoos                            | Sursee                                          | 168325            | 4,56                         | ⊙                     | 1994, 2017            | Bild gesucht Die Wikipedia wünscht sich an dieser Stelle ein Bild vom hier behandelten Ort. Falls du dabei helfen möchtest, erklärt die Anleitung , wie das geht. BW |                       |
| 2407               | Juchmoos                            | Oberkirch                                       | 168334            | 5,32                         | ⊙                     | 1994                  | Bild gesucht Die Wikipedia wünscht sich an dieser Stelle ein Bild vom hier behandelten Ort. Falls du dabei helfen möchtest, erklärt die Anleitung , wie das geht. BW |                       |
| 2409               | Ostergau                            | Grosswangen, Willisau                           | 168384            | 6,62                         | ⊙                     | 1994                  | Bild gesucht Die Wikipedia wünscht sich an dieser Stelle ein Bild vom hier behandelten Ort. Falls du dabei helfen möchtest, erklärt die Anleitung , wie das geht. BW |                       |
| 2411               | Schorenmoos                         | Nottwil                                         | 168361            | 3,26                         | ⊙                     | 1994                  | Bild gesucht Die Wikipedia wünscht sich an dieser Stelle ein Bild vom hier behandelten Ort. Falls du dabei helfen möchtest, erklärt die Anleitung , wie das geht. BW |                       |
| 2480               | Tuetenseeli                         | Menznau                                         | 168437            | 6,87                         | ⊙                     | 1994                  | Bild gesucht Die Wikipedia wünscht sich an dieser Stelle ein Bild vom hier behandelten Ort. Falls du dabei helfen möchtest, erklärt die Anleitung , wie das geht. BW |                       |
| 2785               | Altmoos                             | Aesch, Hitzkirch                                | 166657            | 10,92                        | ⊙                     | 1994                  | |                       |
| 2913               | Ärtig/Feldimoos                     | Schwarzenberg                                   | 168527            | 52,63                        | ⊙                     | 1994                  | Bild gesucht Die Wikipedia wünscht sich an dieser Stelle ein Bild vom hier behandelten Ort. Falls du dabei helfen möchtest, erklärt die Anleitung , wie das geht. BW |                       |
| 2926               | Riede um Boneren                    | LU: Kriens, Schwarzenberg NW: Hergiswil         | 168524            | 9,55 (LU: 6,21 NW: 3,34)     | ⊙                     | 1994                  | Bild gesucht Die Wikipedia wünscht sich an dieser Stelle ein Bild vom hier behandelten Ort. Falls du dabei helfen möchtest, erklärt die Anleitung , wie das geht. BW |                       |
| 2928               | Rotstock/Unter Honegg               | Schwarzenberg                                   | 168526            | 9,49                         | ⊙                     | 1994                  | Bild gesucht Die Wikipedia wünscht sich an dieser Stelle ein Bild vom hier behandelten Ort. Falls du dabei helfen möchtest, erklärt die Anleitung , wie das geht. BW |                       |
| 2931               | Schofberg                           | Schwarzenberg                                   | 168525            | 3,82                         | ⊙                     | 1994                  | Bild gesucht Die Wikipedia wünscht sich an dieser Stelle ein Bild vom hier behandelten Ort. Falls du dabei helfen möchtest, erklärt die Anleitung , wie das geht. BW |                       |
| 2938               | Mülimäs                             | Kriens                                          | 168511            | 6,29                         | ⊙                     | 1994                  | Bild gesucht Die Wikipedia wünscht sich an dieser Stelle ein Bild vom hier behandelten Ort. Falls du dabei helfen möchtest, erklärt die Anleitung , wie das geht. BW |                       |
| 2944               | Breitried/Cholhütten/Hohrüti        | Horw                                            | 168514            | 13,16                        | ⊙                     | 1994                  | Bild gesucht Die Wikipedia wünscht sich an dieser Stelle ein Bild vom hier behandelten Ort. Falls du dabei helfen möchtest, erklärt die Anleitung , wie das geht. BW |                       |
| 2950               | Rischigenmatt/Chrüzliegg            | LU: Entlebuch OW: Alpnach                       | 168560            | 67,93 (LU: 8,15 OW: 59,78)   | ⊙                     | 1994, 1996, 2017      | Bild gesucht Die Wikipedia wünscht sich an dieser Stelle ein Bild vom hier behandelten Ort. Falls du dabei helfen möchtest, erklärt die Anleitung , wie das geht. BW |                       |
| 3002               | Weiherried                          | LU: Udligenswil SZ: Küssnacht                   | 168435            | 3,76 (LU: 1,24 SZ: 2,52)     | ⊙                     | 1996                  | Bild gesucht Die Wikipedia wünscht sich an dieser Stelle ein Bild vom hier behandelten Ort. Falls du dabei helfen möchtest, erklärt die Anleitung , wie das geht. BW |                       |
| 3253               | Hefti/Salzboden                     | Escholzmatt-Marbach, Flühli                     | 168672            | 41,65                        | ⊙                     | 1996, 2017            | Bild gesucht Die Wikipedia wünscht sich an dieser Stelle ein Bild vom hier behandelten Ort. Falls du dabei helfen möchtest, erklärt die Anleitung , wie das geht. BW |                       |
| 3254               | Tällenmoos im Hilferental           | Flühli                                          | 168660            | 12,14                        | ⊙                     | 1996, 2017            | Bild gesucht Die Wikipedia wünscht sich an dieser Stelle ein Bild vom hier behandelten Ort. Falls du dabei helfen möchtest, erklärt die Anleitung , wie das geht. BW |                       |
| 3255               | Hilferenpass                        | Flühli                                          | 168651            | 30,46                        | ⊙                     | 1996, 2017            | Bild gesucht Die Wikipedia wünscht sich an dieser Stelle ein Bild vom hier behandelten Ort. Falls du dabei helfen möchtest, erklärt die Anleitung , wie das geht. BW |                       |
| 3256               | Toregg                              | Flühli                                          | 168664            | 24,88                        | ⊙                     | 1996, 2017            | Bild gesucht Die Wikipedia wünscht sich an dieser Stelle ein Bild vom hier behandelten Ort. Falls du dabei helfen möchtest, erklärt die Anleitung , wie das geht. BW |                       |
| 3257               | Portenalp                           | Flühli                                          | 168645            | 19,55                        | ⊙                     | 1996, 2017            | Bild gesucht Die Wikipedia wünscht sich an dieser Stelle ein Bild vom hier behandelten Ort. Falls du dabei helfen möchtest, erklärt die Anleitung , wie das geht. BW |                       |
| 3258               | Ahornenweid                         | Flühli                                          | 168647            | 23,93                        | ⊙                     | 1996, 2017            | Bild gesucht Die Wikipedia wünscht sich an dieser Stelle ein Bild vom hier behandelten Ort. Falls du dabei helfen möchtest, erklärt die Anleitung , wie das geht. BW |                       |
| 3261               | Bleikenboden/Schüfilimoos           | Flühli                                          | 168669            | 57,84                        | ⊙                     | 1996, 2017            | Bild gesucht Die Wikipedia wünscht sich an dieser Stelle ein Bild vom hier behandelten Ort. Falls du dabei helfen möchtest, erklärt die Anleitung , wie das geht. BW |                       |
| 3273               | Trogenwald                          | LU: Entlebuch OW: Sarnen                        | 168636            | 90,66 (LU: 0,00 OW: 90,66)   | ⊙                     | 1996, 2017            | Bild gesucht Die Wikipedia wünscht sich an dieser Stelle ein Bild vom hier behandelten Ort. Falls du dabei helfen möchtest, erklärt die Anleitung , wie das geht. BW |                       |
| 3274               | Glaubenberg/Hinter Rotbach          | LU: Entlebuch OW: Sarnen                        | 168628            | 5,81 (LU: 4,53 OW: 1,28)     | ⊙                     | 1996, 2017            | Bild gesucht Die Wikipedia wünscht sich an dieser Stelle ein Bild vom hier behandelten Ort. Falls du dabei helfen möchtest, erklärt die Anleitung , wie das geht. BW |                       |
| 3279               | Junkholz                            | Flühli                                          | 168691            | 25,41                        | ⊙                     | 1996, 2017            | Bild gesucht Die Wikipedia wünscht sich an dieser Stelle ein Bild vom hier behandelten Ort. Falls du dabei helfen möchtest, erklärt die Anleitung , wie das geht. BW |                       |
| 3280               | Gloggenmatt                         | Flühli                                          | 168677            | 42,34                        | ⊙                     | 1996, 2017            | Bild gesucht Die Wikipedia wünscht sich an dieser Stelle ein Bild vom hier behandelten Ort. Falls du dabei helfen möchtest, erklärt die Anleitung , wie das geht. BW |                       |
| 3283               | Stächelegg                          | Flühli                                          | 168699            | 37,39                        | ⊙                     | 1996, 2017            | Bild gesucht Die Wikipedia wünscht sich an dieser Stelle ein Bild vom hier behandelten Ort. Falls du dabei helfen möchtest, erklärt die Anleitung , wie das geht. BW |                       |
| 3285               | Salwiden                            | Flühli                                          | 168705            | 176,72                       | ⊙                     | 1994, 1996, 2017      | Bild gesucht Die Wikipedia wünscht sich an dieser Stelle ein Bild vom hier behandelten Ort. Falls du dabei helfen möchtest, erklärt die Anleitung , wie das geht. BW |                       |
| 3286               | Ochsenweid/Schwand/Gwün             | Flühli                                          | 168713            | 38,47                        | ⊙                     | 1994, 2017            | Bild gesucht Die Wikipedia wünscht sich an dieser Stelle ein Bild vom hier behandelten Ort. Falls du dabei helfen möchtest, erklärt die Anleitung , wie das geht. BW |                       |
| 3289               | Hagleren                            | Flühli                                          | 168680            | 59,01                        | ⊙                     | 1996, 2017            | Bild gesucht Die Wikipedia wünscht sich an dieser Stelle ein Bild vom hier behandelten Ort. Falls du dabei helfen möchtest, erklärt die Anleitung , wie das geht. BW |                       |
| 3296               | Schwarzenegg/Steinetli              | Flühli                                          | 168717            | 151,28                       | ⊙                     | 1994, 2017            | Bild gesucht Die Wikipedia wünscht sich an dieser Stelle ein Bild vom hier behandelten Ort. Falls du dabei helfen möchtest, erklärt die Anleitung , wie das geht. BW |                       |
| 3297               | Laubersmadghack/Bärsel              | Flühli                                          | 168726            | 200,51                       | ⊙                     | 1994, 2017            | Bild gesucht Die Wikipedia wünscht sich an dieser Stelle ein Bild vom hier behandelten Ort. Falls du dabei helfen möchtest, erklärt die Anleitung , wie das geht. BW |                       |
| 3300               | Totmoos                             | LU: Flühli OW: Giswil                           | 168710            | 125,43 (LU: 1,25 OW: 124,18) | ⊙                     | 1994, 1996, rev. 2021 | Bild gesucht Die Wikipedia wünscht sich an dieser Stelle ein Bild vom hier behandelten Ort. Falls du dabei helfen möchtest, erklärt die Anleitung , wie das geht. BW |                       |
| 3317               | Egghütten                           | Flühli                                          | 168658            | 3,68                         | ⊙                     | 1996, 2017            | Bild gesucht Die Wikipedia wünscht sich an dieser Stelle ein Bild vom hier behandelten Ort. Falls du dabei helfen möchtest, erklärt die Anleitung , wie das geht. BW |                       |
| 3319               | Glaserenmoos                        | Flühli                                          | 555597105         | 41,46                        | ⊙                     | 2017                  | Bild gesucht Die Wikipedia wünscht sich an dieser Stelle ein Bild vom hier behandelten Ort. Falls du dabei helfen möchtest, erklärt die Anleitung , wie das geht. BW |                       |
| 3320               | Torbach                             | Flühli                                          | 555597106         | 9,75                         | ⊙                     | 2017                  | Bild gesucht Die Wikipedia wünscht sich an dieser Stelle ein Bild vom hier behandelten Ort. Falls du dabei helfen möchtest, erklärt die Anleitung , wie das geht. BW |                       |
| 3321               | Schaftelenmoos/Stäldili/Sattelpass  | LU: Flühli OW: Giswil                           | 168646            | 105,67 (LU: 100,39 OW: 5,28) | ⊙                     | 1996, 2007, 2017      | Bild gesucht Die Wikipedia wünscht sich an dieser Stelle ein Bild vom hier behandelten Ort. Falls du dabei helfen möchtest, erklärt die Anleitung , wie das geht. BW |                       |
| 3324               | Guggenen                            | Flühli                                          | 168638            | 42,23                        | ⊙                     | 1996, 2017            | Bild gesucht Die Wikipedia wünscht sich an dieser Stelle ein Bild vom hier behandelten Ort. Falls du dabei helfen möchtest, erklärt die Anleitung , wie das geht. BW |                       |
| 3328               | Wasserfallenegg/Grön                | Flühli                                          | 168625            | 55,36                        | ⊙                     | 1996, 2017            | Bild gesucht Die Wikipedia wünscht sich an dieser Stelle ein Bild vom hier behandelten Ort. Falls du dabei helfen möchtest, erklärt die Anleitung , wie das geht. BW |                       |
| 3346               | Tan/Hürnli                          | Escholzmatt-Marbach                             | 555597107         | 7,18                         | ⊙                     | 2017                  | Bild gesucht Die Wikipedia wünscht sich an dieser Stelle ein Bild vom hier behandelten Ort. Falls du dabei helfen möchtest, erklärt die Anleitung , wie das geht. BW |                       |
| 3352               | Müseren                             | Escholzmatt-Marbach                             | 168683            | 15,40                        | ⊙                     | 1994, 2017            | |                       |
| 3353               | südlich Ober Saffertberg            | Flühli                                          | 168716            | 8,07                         | ⊙                     | 1996, 2017            | Bild gesucht Die Wikipedia wünscht sich an dieser Stelle ein Bild vom hier behandelten Ort. Falls du dabei helfen möchtest, erklärt die Anleitung , wie das geht. BW |                       |
| 3354               | Wagliseichnubel                     | Flühli                                          | 168712            | 31,60                        | ⊙                     | 1996, 2017            | Bild gesucht Die Wikipedia wünscht sich an dieser Stelle ein Bild vom hier behandelten Ort. Falls du dabei helfen möchtest, erklärt die Anleitung , wie das geht. BW |                       |
| 3357               | Arnibergli                          | Flühli                                          | 168746            | 19,94                        | ⊙                     | 1996, 2017            | Bild gesucht Die Wikipedia wünscht sich an dieser Stelle ein Bild vom hier behandelten Ort. Falls du dabei helfen möchtest, erklärt die Anleitung , wie das geht. BW |                       |
| 3359               | Schöniseischwand/Spierweid          | Flühli                                          | 168740            | 76,34                        | ⊙                     | 1994, 2017            | Bild gesucht Die Wikipedia wünscht sich an dieser Stelle ein Bild vom hier behandelten Ort. Falls du dabei helfen möchtest, erklärt die Anleitung , wie das geht. BW |                       |
| 3360               | Schönisei/Harzisboden               | LU: Flühli BE: Habkern, Oberried am Brienzersee | 168743            | 15,20 (LU: 11,40 BE: 3,80)   | ⊙                     | 1996, 2017            | Bild gesucht Die Wikipedia wünscht sich an dieser Stelle ein Bild vom hier behandelten Ort. Falls du dabei helfen möchtest, erklärt die Anleitung , wie das geht. BW |                       |
| 3362               | Chadhus                             | Escholzmatt-Marbach                             | 168703            | 12,92                        | ⊙                     | 1996, 2017            | Bild gesucht Die Wikipedia wünscht sich an dieser Stelle ein Bild vom hier behandelten Ort. Falls du dabei helfen möchtest, erklärt die Anleitung , wie das geht. BW |                       |
| 3371               | Nesslenbrunnenboden/Geugelhusenmoos | Entlebuch                                       | 168538            | 10,17                        | ⊙                     | 1996, 2017            | Bild gesucht Die Wikipedia wünscht sich an dieser Stelle ein Bild vom hier behandelten Ort. Falls du dabei helfen möchtest, erklärt die Anleitung , wie das geht. BW |                       |
| 3374               | Spinnegg/Neuenmoos                  | Schwarzenberg                                   | 168521            | 17,72                        | ⊙                     | 1994                  | Bild gesucht Die Wikipedia wünscht sich an dieser Stelle ein Bild vom hier behandelten Ort. Falls du dabei helfen möchtest, erklärt die Anleitung , wie das geht. BW |                       |
| 3379               | Fuchserenmoos                       | Entlebuch                                       | 168540            | 22,43                        | ⊙                     | 1996, 2017            | Bild gesucht Die Wikipedia wünscht sich an dieser Stelle ein Bild vom hier behandelten Ort. Falls du dabei helfen möchtest, erklärt die Anleitung , wie das geht. BW |                       |
| 3385               | Hindersandboden/Stächtenmösli       | Hasle                                           | 168552            | 1,07                         | ⊙                     | 1996, 2017            | Bild gesucht Die Wikipedia wünscht sich an dieser Stelle ein Bild vom hier behandelten Ort. Falls du dabei helfen möchtest, erklärt die Anleitung , wie das geht. BW |                       |
| 3386               | Juchmoos/Angstboden                 | Hasle                                           | 168566            | 27,22                        | ⊙                     | 1994, 2017            | Bild gesucht Die Wikipedia wünscht sich an dieser Stelle ein Bild vom hier behandelten Ort. Falls du dabei helfen möchtest, erklärt die Anleitung , wie das geht. BW |                       |
| 3389               | Ober-Längenberg                     | Hasle                                           | 168564            | 24,23                        | ⊙                     | 1994, 2017            | Bild gesucht Die Wikipedia wünscht sich an dieser Stelle ein Bild vom hier behandelten Ort. Falls du dabei helfen möchtest, erklärt die Anleitung , wie das geht. BW |                       |
| 3391               | Stächtenmösli                       | Hasle                                           | 168553            | 2,76                         | ⊙                     | 1996, 2017            | Bild gesucht Die Wikipedia wünscht sich an dieser Stelle ein Bild vom hier behandelten Ort. Falls du dabei helfen möchtest, erklärt die Anleitung , wie das geht. BW |                       |
| 3394               | Äbnistetten                         | Hasle                                           | 168593            | 13,95                        | ⊙                     | 1994, 2017            | Bild gesucht Die Wikipedia wünscht sich an dieser Stelle ein Bild vom hier behandelten Ort. Falls du dabei helfen möchtest, erklärt die Anleitung , wie das geht. BW |                       |
| 3395               | Müllerenmösli                       | Hasle                                           | 555597108         | 3,53                         | ⊙                     | 2017                  | Bild gesucht Die Wikipedia wünscht sich an dieser Stelle ein Bild vom hier behandelten Ort. Falls du dabei helfen möchtest, erklärt die Anleitung , wie das geht. BW |                       |
| 3398               | Luchterlimoos/Schluck               | Hasle                                           | 168562            | 33,46                        | ⊙                     | 1996, 2017            | Bild gesucht Die Wikipedia wünscht sich an dieser Stelle ein Bild vom hier behandelten Ort. Falls du dabei helfen möchtest, erklärt die Anleitung , wie das geht. BW |                       |
| 3400               | Schwandmoos                         | Hasle                                           | 168558            | 24,30                        | ⊙                     | 1996, 2017            | Bild gesucht Die Wikipedia wünscht sich an dieser Stelle ein Bild vom hier behandelten Ort. Falls du dabei helfen möchtest, erklärt die Anleitung , wie das geht. BW |                       |
| 3402               | Flöschemöser                        | Hasle                                           | 555597109         | 2,41                         | ⊙                     | 2017                  | Bild gesucht Die Wikipedia wünscht sich an dieser Stelle ein Bild vom hier behandelten Ort. Falls du dabei helfen möchtest, erklärt die Anleitung , wie das geht. BW |                       |
| 3406               | Gfellen/Rossweid                    | Entlebuch                                       | 168546            | 37,01                        | ⊙                     | 1996, 2017            | Bild gesucht Die Wikipedia wünscht sich an dieser Stelle ein Bild vom hier behandelten Ort. Falls du dabei helfen möchtest, erklärt die Anleitung , wie das geht. BW |                       |
| 3407               | Vorder Rotbach/Grundmoos            | Entlebuch                                       | 168586            | 35,56                        | ⊙                     | 1994, 2017            | Bild gesucht Die Wikipedia wünscht sich an dieser Stelle ein Bild vom hier behandelten Ort. Falls du dabei helfen möchtest, erklärt die Anleitung , wie das geht. BW |                       |
| 3408               | Mittler Risch                       | Entlebuch                                       | 168588            | 8,39                         | ⊙                     | 1996, 2017            | Bild gesucht Die Wikipedia wünscht sich an dieser Stelle ein Bild vom hier behandelten Ort. Falls du dabei helfen möchtest, erklärt die Anleitung , wie das geht. BW |                       |
| 3409               | Ober Lauenberg                      | Entlebuch                                       | 168576            | 24,26                        | ⊙                     | 1994, 2017            | Bild gesucht Die Wikipedia wünscht sich an dieser Stelle ein Bild vom hier behandelten Ort. Falls du dabei helfen möchtest, erklärt die Anleitung , wie das geht. BW |                       |
| 3413               | Tällenmoos Escholzmatt              | Escholzmatt-Marbach                             | 168585            | 5,23                         | ⊙                     | 1994, 2017            | Bild gesucht Die Wikipedia wünscht sich an dieser Stelle ein Bild vom hier behandelten Ort. Falls du dabei helfen möchtest, erklärt die Anleitung , wie das geht. BW |                       |
| 3414               | Östlich Brandchnubel                | Flühli, Schüpfheim                              | 168607            | 15,70                        | ⊙                     | 1996, 2017            | Bild gesucht Die Wikipedia wünscht sich an dieser Stelle ein Bild vom hier behandelten Ort. Falls du dabei helfen möchtest, erklärt die Anleitung , wie das geht. BW |                       |
| 3415               | Brandmöser                          | Flühli                                          | 168612            | 11,38                        | ⊙                     | 1996, 2017            | Bild gesucht Die Wikipedia wünscht sich an dieser Stelle ein Bild vom hier behandelten Ort. Falls du dabei helfen möchtest, erklärt die Anleitung , wie das geht. BW |                       |
| 3417               | Riede von Herrenmoos                | Hasle, Schüpfheim                               | 168592            | 19,89                        | ⊙                     | 1996, 2017            | Bild gesucht Die Wikipedia wünscht sich an dieser Stelle ein Bild vom hier behandelten Ort. Falls du dabei helfen möchtest, erklärt die Anleitung , wie das geht. BW |                       |
| 3418               | Änggenlauenen/Grünholz              | Schüpfheim                                      | 168596            | 44,63                        | ⊙                     | 1996, 2017            | Bild gesucht Die Wikipedia wünscht sich an dieser Stelle ein Bild vom hier behandelten Ort. Falls du dabei helfen möchtest, erklärt die Anleitung , wie das geht. BW |                       |
| 3420               | Unter Wasserfallen                  | Entlebuch, Hasle                                | 168618            | 34,16                        | ⊙                     | 1996, 2017            | Bild gesucht Die Wikipedia wünscht sich an dieser Stelle ein Bild vom hier behandelten Ort. Falls du dabei helfen möchtest, erklärt die Anleitung , wie das geht. BW |                       |
| 3422               | Äschimoos                           | Flühli                                          | 555597110         | 18,82                        | ⊙                     | 2017                  | Bild gesucht Die Wikipedia wünscht sich an dieser Stelle ein Bild vom hier behandelten Ort. Falls du dabei helfen möchtest, erklärt die Anleitung , wie das geht. BW |                       |
| 3423               | Bärenboden                          | Entlebuch                                       | 168606            | 17,25                        | ⊙                     | 1994, 2017            | Bild gesucht Die Wikipedia wünscht sich an dieser Stelle ein Bild vom hier behandelten Ort. Falls du dabei helfen möchtest, erklärt die Anleitung , wie das geht. BW |                       |
| 3424               | Gürmschmoos                         | Entlebuch                                       | 168595            | 25,56                        | ⊙                     | 1996, 2017            | Bild gesucht Die Wikipedia wünscht sich an dieser Stelle ein Bild vom hier behandelten Ort. Falls du dabei helfen möchtest, erklärt die Anleitung , wie das geht. BW |                       |
| 3426               | Gugel                               | Entlebuch                                       | 168604            | 22,65                        | ⊙                     | 1996, 2017            | Bild gesucht Die Wikipedia wünscht sich an dieser Stelle ein Bild vom hier behandelten Ort. Falls du dabei helfen möchtest, erklärt die Anleitung , wie das geht. BW |                       |
| 3427               | Gürmschwald/Gugelwald               | Entlebuch                                       | 168613            | 2,82                         | ⊙                     | 1996, 2017            | Bild gesucht Die Wikipedia wünscht sich an dieser Stelle ein Bild vom hier behandelten Ort. Falls du dabei helfen möchtest, erklärt die Anleitung , wie das geht. BW |                       |
| 3428               | Rosswängenwald                      | Hasle                                           | 555597111         | 1,24                         | ⊙                     | 2017                  | Bild gesucht Die Wikipedia wünscht sich an dieser Stelle ein Bild vom hier behandelten Ort. Falls du dabei helfen möchtest, erklärt die Anleitung , wie das geht. BW |                       |
| 3443               | Mettilimoos                         | Entlebuch                                       | 168532            | 2,34                         | ⊙                     | 1996, 2017            | Bild gesucht Die Wikipedia wünscht sich an dieser Stelle ein Bild vom hier behandelten Ort. Falls du dabei helfen möchtest, erklärt die Anleitung , wie das geht. BW |                       |
| 3446               | Schimbrig/Hirsboden                 | Hasle                                           | 168574            | 63,69                        | ⊙                     | 1996, 2017            | Bild gesucht Die Wikipedia wünscht sich an dieser Stelle ein Bild vom hier behandelten Ort. Falls du dabei helfen möchtest, erklärt die Anleitung , wie das geht. BW |                       |
| 3448               | Riedboden                           | LU: Entlebuch OW: Alpnach                       | 149018            | 32,25 (LU: 6,45 OW: 25,80)   | ⊙                     | 1994, 1996, 2017      | Bild gesucht Die Wikipedia wünscht sich an dieser Stelle ein Bild vom hier behandelten Ort. Falls du dabei helfen möchtest, erklärt die Anleitung , wie das geht. BW |                       |
| 3646               | Marbachegg                          | Escholzmatt-Marbach                             | 168702            | 14,20                        | ⊙                     | 1996, 2017            | Bild gesucht Die Wikipedia wünscht sich an dieser Stelle ein Bild vom hier behandelten Ort. Falls du dabei helfen möchtest, erklärt die Anleitung , wie das geht. BW |                       |
| 3649               | Habchegg                            | Escholzmatt-Marbach                             |                   | 31,40                        | ⊙                     | 1996, 2017            | Bild gesucht Die Wikipedia wünscht sich an dieser Stelle ein Bild vom hier behandelten Ort. Falls du dabei helfen möchtest, erklärt die Anleitung , wie das geht. BW |                       |
| 3651               | Gustiweid                           | Escholzmatt-Marbach                             |                   | 12,41                        | ⊙                     | 1994, 2017            | Bild gesucht Die Wikipedia wünscht sich an dieser Stelle ein Bild vom hier behandelten Ort. Falls du dabei helfen möchtest, erklärt die Anleitung , wie das geht. BW |                       |
| 3665               | Grauestei                           | LU: Escholzmatt-Marbach BE: Schangnau           |                   | 3,23 (LU: 1,03 BE: 2,20)     | ⊙                     | 2017                  | Bild gesucht Die Wikipedia wünscht sich an dieser Stelle ein Bild vom hier behandelten Ort. Falls du dabei helfen möchtest, erklärt die Anleitung , wie das geht. BW |                       |
| 3728               | Hinterschild                        | Kriens                                          | 168505            | 15,33                        | ⊙                     | 1994                  | Bild gesucht Die Wikipedia wünscht sich an dieser Stelle ein Bild vom hier behandelten Ort. Falls du dabei helfen möchtest, erklärt die Anleitung , wie das geht. BW |                       |
| 3729               | Oberer Fischerenboden               | Kriens                                          | 168493            | 7,80                         | ⊙                     | 1994                  | Bild gesucht Die Wikipedia wünscht sich an dieser Stelle ein Bild vom hier behandelten Ort. Falls du dabei helfen möchtest, erklärt die Anleitung , wie das geht. BW |                       |
| 3802               | Hinter Rohren                       | Schwarzenberg                                   | 168502            | 4,28                         | ⊙                     | 1994                  | Bild gesucht Die Wikipedia wünscht sich an dieser Stelle ein Bild vom hier behandelten Ort. Falls du dabei helfen möchtest, erklärt die Anleitung , wie das geht. BW |                       |
| 101                | Objekte insgesamt                   | Objekte insgesamt                               | Objekte insgesamt | 2'670,50                     | ha gesamte Moorfläche | ha gesamte Moorfläche | ha gesamte Moorfläche | ha gesamte Moorfläche |